# Glenn Theodore Seaborg
Glenn Theodore Seaborg (Ishpeming, 19 de abril de 1912 — Lafayette, 25 de fevereiro de 1999) foi um químico estadunidense.
Foi agraciado com o Nobel de Química de 1951 pelas suas descobertas na química dos elementos transurânicos.
Durante o Projeto Manhattan, Seaborg foi o responsável pela definição da escala dos procedimentos para produzir grandes quantidades de plutônio. Foi também responsável pela descoberta e isolamento de 10 elementos químicos transurânicos: o próprio plutônio, e também o amerício, cúrio, berquélio, califórnio, einstênio, férmio, mendelévio, nobélio e seabórgio, que recebeu este nome em sua homenagem.